# Lirstal
Lirstal település Németországban, Rajna-vidék-Pfalz tartományban. Lakosainak száma 197 fő (2023. december 31.).

## Népesség
A település népességének változása:
| Lakosok száma | 230  | 213  | 215  | 212  | 202  | 197  |
|               | 1975 | 2017 | 2019 | 2021 | 2022 | 2023 |